# El Salto de Ciénega de González
El Salto de Ciénega de González es una cascada y un área de escalada en roca cerca del poblado Ciénega de González, municipio de Santiago, estado de Nuevo León, México; forma parte del Río Santa Catarina, en el segmento del Cañón de San Cristóbal que se forma entre la Sierra de San Cristóbal y el Cerro El Magueyal, dentro del Parque nacional Cumbres de Monterrey a 1,472 metros sobre el nivel del mar.

## Deportes de montaña

### Escalada
El Salto es una de las pocas zonas de escalada en el norte de México donde se puede encontrar piedra caliza llena de toba y algunos la consideran la mejor de Norteamérica con cientos de rutas y potencial de desarrollo aún mayor, por lo que atrae deportistas clase mundial. Desde 2016 está prohibido escalar en la pared Las Animas según lo determinó el Instituto Nacional de Antropología e Historia, a efecto de preservar las pinturas rupestres en la pared.

### Cañonismo
La cascada está equipada para descender a rápel, dependiendo si la cascada lleva corriente o no, hay diferentes rutas para bajar la cascada y hacia el cauce del río, aunque normalmente está seco.

## Clima
La temperatura media anual es de 18 °C, el mes más caluroso es junio con temperatura promedio de 24 °C, y el más frío es enero con 12 °C. La precipitación media anual es de 911 milímetros, el mes más húmedo es septiembre con un promedio de 266 mm de precipitación, y el más seco es enero con 25 mm de precipitación.